# 칠식주
7식주(七識住)는 초기불교 경전인 《중아함경》 제24권 등의 고타마 붓다의 설법에서 유래한 불교 교의로, 문자 그대로는 3계의 유정들의 식(識) 즉 마음이 편안히 머무는 곳을 뜻한다. 유정이 지은 바 업에 따라 과보로서 받는 3계의 처소 가운데 유정의 의식[識]이 특히 애락(愛樂)하여 머무는 다음의 7가지 처소 또는 하늘[天]을 말한다.
1. 제1식주 - 신이상이식주(身異想異識住): 욕계(欲界)
2. 제2식주 - 신이상일식주(身異想一識住): 색계(色界)의 초선천(初禪天)
3. 제3식주 - 신일상이식주(身一想異識住): 색계(色界)의 제2선천(第二禪天)
4. 제4식주 - 신일상일식주(身一想一識住): 색계(色界)의 제3선천(第三禪天)
5. 제5식주 - 공무변처식주(空無邊處識住): 무색계(無色界)의 공무변처천(空無邊處天)
6. 제6식주 - 식무변처식주(識無邊處識住): 무색계(無色界)의 식무변처천(識無邊處天)
7. 제7식주 - 무소유처식주(無所有處識住): 무색계(無色界)의 무소유처천(無所有處天)

7식처(七識處) · 7식지처(七識止處) 또는 7신식지처(七神識止處)라고도 한다.
7식주(七識住)는 주로 부정적인 의미로 사용되어 유정의 의식[識]이 애착하여 머무는 일곱 영역을 뜻한다. 이와 관련하여 《중아함경》 제24권의 7식주(七識住)와 무상천(無想天) · 비상비비상처천(非想非非想處天)의 2처(二處)에 대한 설법에서 고타마 붓다는 다음과 같이 말하고 있다. 고타마 붓다는 7식주와 2처를 알고 그 속박을 벗어난 상태가 곧 혜해탈(慧解脫)의 아라한(阿羅漢)이라고 설하고 있다.
 若有比丘知彼識住．知識住習。知滅．知味．知患．知出要如真。阿難。此比丘寧可樂彼識住。計著住彼識住耶。

答曰。不也。

...

若有比丘知彼處．知彼處習。知滅．知味．知患．知出要如真。阿難。此比丘寧可樂彼處。計著住彼處耶。

答曰。不也。

...

阿難。若有比丘彼七識住及二處知如真。心不染著。得解脫者。是謂比丘阿羅訶。名慧解脫。
 
"만일 어떤 비구가 그 식주(識住)를 알고, 식주의 성취[習]를 알고, 그 멸함[滅]을 알고, 그 맛[味]을 알고, 그 근심[患]을 알고, 그것을 벗어날 방법[出要: 출리, 출리의 길]을 사실 그대로 안다면[知如眞], 아난아, 이 비구는 그래도 그 식주를 좋아하고[樂] 그 식주에 집착하여 머물려고[著住] 생각하겠느냐?"

"아닙니다."

...

"만일 어떤 비구가 그 처(處)를 알고, 그 처의 성취[習]를 알고, 그 멸함[滅]을 알고, 그 맛[味]을 알고, 그 근심[患]을 알고, 그것을 벗어날 방법[出要]을 사실 그대로 안다면[知如眞], 아난아, 이 비구는 그래도 그 처를 좋아하고 그 처에 집착하여 머물려고[著住] 생각하겠느냐?"

"아닙니다."

...

"아난아, 만일 어떤 비구가 저 7식주(七識住)와 2처(二處)에 대해서 사실 그대로 알고[知如眞] 마음[心]으로 집착[染著]하지 않아 해탈을 얻으면, 그를 비구 아라하(阿羅訶)라 하고 혜해탈(慧解脫)이라 부르느니라."
 — 《중아함경》 제24권 〈9. 인품(因品) 제 4 ①〉. 한문본 & 한글본

## 7식주

### 제1식주: 신이상이식주
제1식주(第一識住)는 신이상이식주(身異想異識住) · 신이상이여인일분천(身異想異如人一分天) 또는 인천식주(人天識住)라고도 한다. 신이상이식주(身異想異識住)의 문자 그대로의 뜻은 "몸이 서로 다르고 또한 생각도 서로 다른 식주"이다. 신이상이여인일분천(身異想異如人一分天)의 문자 그대로의 뜻은 "인간도와 '천상도의 일부'처럼, 몸이 서로 다르고 또한 생각도 서로 다른 [식주]"이다. 인천식주(人天識住)의 문자 그대로의 뜻은 "인간도와 천상도라는 식주"이다. 제1식주는 욕계와 '색계의 초선천'을 말하는데, 엄밀히 말하면, 인간도와 6욕천(六欲天) 그리고 '겁초의 범중천(梵衆天)을 제외한 색계의 초선천'을 말한다.
신이(身異) 즉 몸이 서로 다르다는 것은 이 식주에 거처하는 유정의 용모가 서로가 다르다는 것을 뜻한다. 《중아함경》 제24권에서는 신이(身異)를 약간신(若干身: 약간의 몸, 몇몇 몸, 다른 몸)이라 부르고 있다.
상이(想異) 즉 생각이 서로 다르다는 것은 이 식주에 거처하는 유정의 고(苦) · 낙(樂) · 불고불락(不苦不樂)에 대한 생각 또는 관념이 서로 다른 것을 뜻한다. 《중아함경》 제24권에서는 상이(想異)를 약간상(若干想: 약간의 생각, 몇몇 생각, 다른 생각)이라 부르고 있다.
초기불교 경전인 《중아함경》 제24권 〈9. 인품(因品) 제 4 ①〉에서,
고타마 붓다는 제1식주에 대해 다음과 같이 설하고 있다.
 復次。阿難。有七識住及二處。云何七識住。有色眾生若干身．若干想。謂人及欲天。是謂第一識住。

 
다시 아난아, 7식주(七識住)와 2처(二處)가 있다. 어떤 것을 7식주라 하는가? 어떤 색이 있는 중생들[色衆生]은 서로 다른 몸[若干身]에 서로 다른 생각[若干想]을 가지고 있으니, 곧 인간[人]과 욕계천(欲界天)이다. 이것을 제1식주(第一識住)라 한다.
 — 《중아함경》 제24권 〈9. 인품(因品) 제 4 ①〉. 한문본 & 한글본
 阿難。第一識住者。有色眾生若干身．若干想。謂人及欲天。若有比丘知彼識住．知識住習。知滅．知味．知患．知出要如真。阿難。此比丘寧可樂彼識住。計著住彼識住耶。

答曰。不也。
 
"아난아, 제1식주라는 것은, 어떤 색이 있는 중생들은 서로 다른 몸[若干身]에 서로 다른 생각[若干想]을 가지고 있으니, 곧 인간[人]과 욕계천[欲天]이다. 만일 어떤 비구가 그 식주(識住)를 알고, 식주의 성취[習]를 알고, 그 멸함(滅)을 알고, 그 맛[味]을 알고, 그 근심[患]을 알고, 그것을 벗어날 방법[出要]을 사실 그대로 안다면, 아난아, 이 비구는 그래도 그 식주를 좋아하고 그 식주에 집착하여 머물려고 생각하겠느냐?"

"아닙니다."
 — 《중아함경》 제24권 〈9. 인품(因品) 제 4 ①〉. 한문본 & 한글본

### 제2식주: 신이상일식주
제2식주(第二識住)는 신이상일식주(身異想一識住) · 신이상일여범중천위겁초기(身異想一如梵衆天謂劫初起) 또는 초선천식주(初禪天識住)라고도 한다. 신이상일식주(身異想一識住)의 문자 그대로의 뜻은 "몸은 서로 다르나 생각은 서로 같은 식주"이다. 신이상일여범중천위겁초기(身異想一如梵衆天謂劫初起)의 문자 그대로의 뜻은 "범중천처럼, 몸은 서로 다르나 생각은 서로 같은 식주로서 겁초에 일어난 것을 말한다"이다. 초선천식주(初禪天識住)의 문자 그대로의 뜻은 "초선천이라는 식주"이다. 즉, 제2식주는 색계의 초선천을 말하는데, 그 가운데서도 특히 겁초의 범중천(梵衆天)을 말한다.
상일(想一) 즉 생각이 서로 같다는 것은 이 식주 즉 범중천(梵衆天)에 거처하는 유정들은 자신들이 대범왕(大梵王)에 의해 생겨났다고 생각하고 또한 대범왕은 범중천의 유정들이 자신에 의해 생겨났다고 생각하는 것을 뜻한다. 《중아함경》 제24권에서는 상일(想一)를 일상(一想: 같은 생각)이라 부르고 있다.
신이(身異) 즉 몸이 서로 다르다는 것은 대범왕의 몸 · 수명 · 용모 · 위덕(威德) · 언어 · 광명(光明) · 의관(衣冠) 등이 범중천의 유정들과는 다르다는 것을 뜻한다. 《중아함경》 제24권에서는 신이(身異)를 약간신(若干身: 약간의 몸, 몇몇 몸, 다른 몸)이라 부르고 있다.
초기불교 경전인 《중아함경》 제24권 〈9. 인품(因品) 제 4 ①〉에서,
고타마 붓다는 제2식주에 대해 다음과 같이 설하고 있다.
 復次。阿難。有色眾生若干身．一想。謂梵天初生不夭壽。是謂第二識住。

 
다시 또 아난아, 어떤 색이 있는 중생들[色衆生]은 서로 다른 몸[若干身]에 서로 같은 생각[一想]을 가지고 있으니, 곧 겁초[初]에 범천(梵天)에 태어나 요절하지 않고 사는 중생을 말한다. 이것을 제2식주(第二識住)라 한다.
 — 《중아함경》 제24권 〈9. 인품(因品) 제 4 ①〉. 한문본 & 한글본
 阿難。第二識住者。有色眾生若干身．一想。謂梵天初生不夭壽。若有比丘知彼識住．知識住習。知滅．知味．知患．知出要如真。阿難。此比丘寧可樂彼識住。計著住彼識住耶。

答曰。不也。
 
"아난아, 제2식주라는 것은, 어떤 색이 있는 중생들은 서로 다른 몸[若干身]에 서로 같은 생각[一想]을 가지고 있으니, 곧 겁초[初]에 범천(梵天)에 태어나 요절하지 않고 사는 중생이다. 만일 어떤 비구가 그 식주(識住)를 알고, 식주의 성취[習]를 알고, 그 멸함(滅)을 알고, 그 맛[味]을 알고, 그 근심[患]을 알고, 그것을 벗어날 방법[出要]을 사실 그대로 안다면, 아난아, 이 비구는 그래도 그 식주를 좋아하고 그 식주에 집착하여 머물려고 생각하겠느냐?"

"아닙니다."
 — 《중아함경》 제24권 〈9. 인품(因品) 제 4 ①〉. 한문본 & 한글본

### 제3식주: 신일상이식주
제3식주(第三識住)는 신일상이식주(身一想異識住) · 신일상이여극광정천(身一想異如極光淨天) 또는 2선천식주(二禪天識住)라고도 한다. 신일상이식주(身一想異識住)의 문자 그대로의 뜻은 "몸은 서로 같으나 생각은 서로 다른 식주"이다. 신일상이여극광정천(身一想異如極光淨天)의 문자 그대로의 뜻은 "극광정천(極光淨天) 즉 황욱천(晃昱天)처럼, 몸은 서로 같으나 생각은 서로 다른 [식주]"이다. 2선천식주(二禪天識住)의 문자 그대로의 뜻은 "2선천이라는 식주"이다.
초기불교 경전인 《중아함경》 제24권 〈9. 인품(因品) 제 4 ①〉에서,
고타마 붓다는 제3식주에 대해 다음과 같이 설하고 있다.
 復次。阿難。有色眾生一身．若干想。謂晃昱天。是謂第三識住。

 
다시 아난아, 어떤 색이 있는 중생들[色衆生]은 서로 같은 몸[一身]에 서로 다른 생각[若干想]을 가지고 있으니, 곧 황욱천(晃昱天)이다. 이것을 제3식주(第三識住)라 한다.
 — 《중아함경》 제24권 〈9. 인품(因品) 제 4 ①〉. 한문본 & 한글본
 阿難。第三識住者。有色眾生一身．若干想。謂晃昱天。若有比丘知彼識住．知識住習。知滅．知味．知患．知出要如真。阿難。此比丘寧可樂彼識住。計著住彼識住耶。

答曰。不也。
 
"아난아, 제3식주라는 것은, 어떤 색이 있는 중생들은 서로 같은 몸[一身]에 서로 다른 생각[若干想]을 가지고 있으니, 곧 황욱천(晃昱天)이다. 만일 어떤 비구가 그 식주(識住)를 알고, 식주의 성취[習]를 알고, 그 멸함(滅)을 알고, 그 맛[味]을 알고, 그 근심[患]을 알고, 그것을 벗어날 방법[出要]을 사실 그대로 안다면, 아난아, 이 비구는 그래도 그 식주를 좋아하고 그 식주에 집착하여 머물려고 생각하겠느냐?"

"아닙니다."
 — 《중아함경》 제24권 〈9. 인품(因品) 제 4 ①〉. 한문본 & 한글본

### 제4식주: 신일상일식주
제4식주(第四識住)는 신일상일식주(身一想一識住) 또는 신일상일여변정천(身一想一如遍淨天)이라고도 한다.
초기불교 경전인 《중아함경》 제24권 〈9. 인품(因品) 제 4 ①〉에서는,
제4식주에 대해 다음과 같이 설하고 있다.
 復次。阿難。有色眾生一身．一想。謂遍淨天。是謂第四識住。

 
또 아난아, 어떤 색이 있는 중생들[色衆生]은 서로 같은 몸[一身]에 서로 같은 생각[一想]을 가지고 있으니, 곧 변정천(遍淨天)이다. 이것을 제4식주(第四識住)라 한다.
 — 《중아함경》 제24권 〈9. 인품(因品) 제 4 ①〉. 한문본 & 한글본

### 제5식주: 공무변처식주
제5식주(第五識住)는 공무변처식주(空無邊處識住)라고도 한다.
초기불교 경전인 《중아함경》 제24권 〈9. 인품(因品) 제 4 ①〉에서는,
제5식주에 대해 다음과 같이 설하고 있다.
 復次。阿難。有無色眾生度一切色想。滅有對想。不念若干想。無量空處。是空處成就遊。謂無量空處天。是謂第五識住。

 
다시 아난아, 어떤 색이 없는 중생들[無色衆生]은 일체의 '색이 있다는 생각[色想]'을 건너가 '유대법이 있다는 생각[有對想]'을 멸하고, '다름이 있다는 생각[若干想]'을 일으키지 않고 무한한 허공에 머문다[無量空處]. 이와 같이 공처(空處: [무한한] 허공에 머무름)를 성취하여 노니는 것을 무량공처천(無量空處天: 무한한 허공에 머무는 경지)이라 한다. 이것을 제5식주(第五識住)라 한다.
 — 《중아함경》 제24권 〈9. 인품(因品) 제 4 ①〉. 한문본 & 한글본

### 제6식주: 식무변처식주
제6식주(第六識住)는 식무변처식주(識無邊處識住)라고도 한다.
초기불교 경전인 《중아함경》 제24권 〈9. 인품(因品) 제 4 ①〉에서는,
제6식주에 대해 다음과 같이 설하고 있다.
 復次。阿難。有無色眾生度一切無量空處。無量識處。是識處成就遊。謂無量識處天。是謂第六識住。

 
다시 아난아, 어떤 색이 없는 중생들[無色衆生]은 일체의 '무한한 허공에 머무름[無量空處]'을 벗어나 무한한 식에 머문다[無量識處]. 이와 같이 식처(識處: [무한한] 식에 머무름)를 성취하여 노니는 것을 무량식처천(無量識處天: 무한한 식에 머무는 경지)이라 한다. 이것을 제6식주(第六識住)라 한다.
 — 《중아함경》 제24권 〈9. 인품(因品) 제 4 ①〉. 한문본 & 한글본

### 제7식주: 무소유처식주
제7식주(第七識住)는 무소유처식주(無所有處識住)라고도 한다.
초기불교 경전인 《중아함경》 제24권 〈9. 인품(因品) 제 4 ①〉에서는,
제7식주에 대해 다음과 같이 설하고 있다.
 復次。阿難。有無色眾生度一切無量識處。無所有處。是無所有處成就遊。謂無所有處天。是謂第七識住。

 
다시 아난아, 어떤 색이 없는 중생들[無色衆生]은 일체의 '무한한 식에 머무름[無量識處]'을 벗어나 무소유에 머문다[無所有處]. 이와 같이 무소유처(無所有處: 무소유에 머뭄)를 성취하여 노니는 것을 무소유처천(無所有處天: 무소유에 머무는 경지, 즉 무소득에 머무는 경지)이라 한다. 이것을 제6식주(第六識住)라 한다.
 — 《중아함경》 제24권 〈9. 인품(因品) 제 4 ①〉. 한문본 & 한글본

## 같이 보기
- 4식주
- 9유정거
- 3계
- 욕계
- 색계
- 무색계
- 불교 용어 목록/유#유
- 십이연기설#(10) 유(有)
- 7유
- 25유
- 성문4과
- 5정거천
- 결 (불교)
- 5하분결
- 5주지번뇌

## 참고 문헌
- 고려대장경연구소. 《고려대장경 전자 불교용어사전》. 고려대장경 지식베이스 / (사)장경도량 고려대장경연구소. |title=에 외부 링크가 있음 (도움말)
- 곽철환 (2003). 《시공 불교사전》. 시공사 / 네이버 지식백과. |title=에 외부 링크가 있음 (도움말)
- 세친 지음, 현장 한역, 권오민 번역 (K.955, T.1558). 《아비달마구사론》. 한글대장경 검색시스템 - 전자불전연구소 / 동국역경원. K.955(27-453), T.1558(29-1). |title=에 외부 링크가 있음 (도움말)
- 승가제바(僧伽提婆) 한역. 《중아함경》. 한글대장경 검색시스템 - 전자불전연구소 / 동국역경원. |title=에 외부 링크가 있음 (도움말)
- 운허.  동국역경원 편집, 편집. 《불교 사전》. |title=에 외부 링크가 있음 (도움말)
- (영어) DDB. 《Digital Dictionary of Buddhism (電子佛教辭典)》. Edited by A. Charles Muller. |title=에 외부 링크가 있음 (도움말)
- (중국어) 佛門網. 《佛學辭典(불학사전)》. |title=에 외부 링크가 있음 (도움말)
- (중국어) 星雲. 《佛光大辭典(불광대사전)》 3판. |title=에 외부 링크가 있음 (도움말)
- (중국어) 세친 조, 현장 한역 (T.1558). 《아비달마구사론(阿毘達磨俱舍論)》. 대정신수대장경. T29, No. 1558, CBETA. |title=에 외부 링크가 있음 (도움말)
- (중국어) 승가제바(僧伽提婆) 한역 (T.26). 《중아함경(中阿含經)》. 대정신수대장경. T1, No. 26, CBETA. |title=에 외부 링크가 있음 (도움말)